# Róża (Basses-Carpates)
Pour les articles homonymes, voir Róża.
Róża est une localité polonaise de la gmina de Czarna, située dans le powiat de Dębica en voïvodie des Basses-Carpates.